# قطعنامه ۵۸۷ شورای امنیت
قطعنامه ۵۸۷ شورای امنیت سازمان ملل متحد که در تاریخ ۲۳ سپتامبر ۱۹۸۶ تصویب شد، سندی بین‌المللی دربارهٔ اسرائیل-لبنان است. این قطعنامه طی نشست ۲۷۰۸ام با ۱۴ موافق، ۰ مخالف و ۱ ممتنع تصویب شد.